# Bakhel
Bakhel è uno dei cinque comuni del dipartimento di Monguel, situato nella regione di Gorgol in Mauritania. Contava 7.677 abitanti nel censimento della popolazione del 2000.